# Giuseppe Carignani di Novoli
Giuseppe Carignani di Novoli (Lecce, 13 febbraio 1759 – Napoli, 24 novembre 1829) è stato un politico e nobile italiano.
Personaggio politico del Regno di Napoli sotto Gioacchino Murat e poi del Regno delle Due Sicilie sotto Ferdinando I delle Due Sicilie.
Primo Sindaco di Napoli, Consigliere di Stato, Ministro plenipotenziario e inviato straordinario a Parigi, Ministro degli Esteri, Consigliere di Stato, Ministro delle Finanze e Vicepresidente della Consulta di Stato.

## Biografia

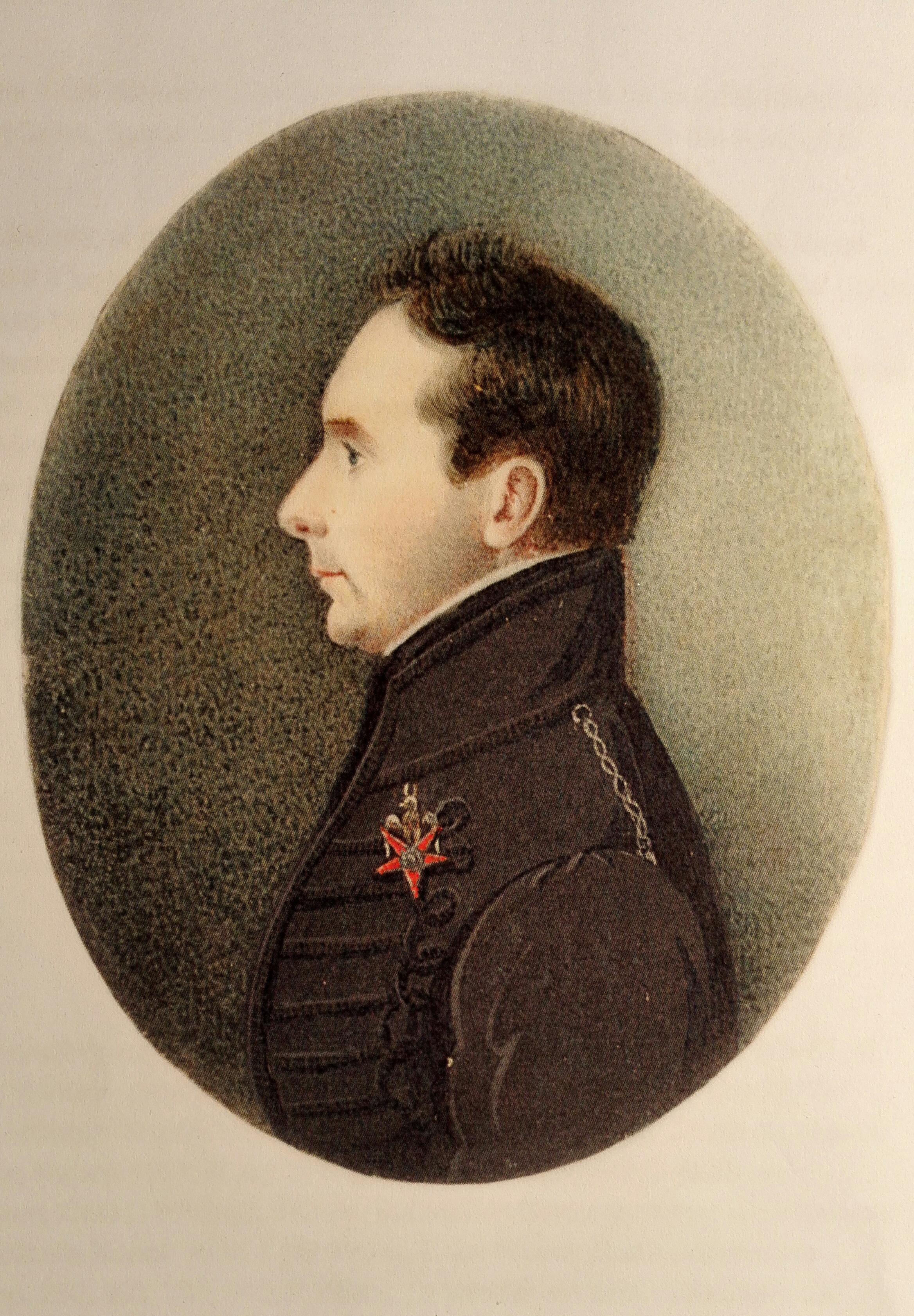
Ritratto di Giuseppe Carignani di Novoli con la Gran Croce delle Due Sicilie

Nato a Lecce il 13 febbraio del 1759 dal Duca Don Giovanni Carlo Battista e da Ippolita Malvezzi Locatelli Leoni dei Conti della Selva. Sposa nel 1781 Donna Margherita Pignatelli dei Principi di Monteroduni.
Simpatizzante della causa francese, si schiera con i rivoluzionari durante i moti del 1799. Viene nominato Consigliere di Stato il 4 luglio 1806 e primo Sindaco di Napoli quale Presidente del Corpo della città di Napoli il 13 agosto 1806. Reggente del Banco delle Due Sicilie nel 1809. Nel marzo del 1812 fu inviato da Gioacchino Murat a Parigi come Ministro plenipotenziario e inviato straordinario del Regno delle Due Sicilie presso Napoleone Bonaparte. Il 20 marzo 1815 viene nominato Ministro degli Esteri. Torna alla scena politica dopo i primi anni della restaurazione borbonica nel 1820, quando viene designato Consigliere di Stato dal Parlamento Nazionale del Regno delle Due Sicilie, partecipando all'attività costituzionale di quegli anni. Il 10 dicembre 1820 viene nominato Ministro delle Finanze del Governo Costituzionale. Nel 1824 viene nominato Vicepresidente della Consulta di Stato. Nel 1827 viene insignito del titolo di Cavaliere del Real Ordine di San Gennaro. Morì a Napoli il 24 novembre 1829.

## Onorificenze
- Gentiluomo di Camera con esercizio di Ferdinando IV di Borbone
- Gran Croce dell'Ordine reale delle Due Sicilie sotto Giuseppe Bonaparte
- Gran Cordone dell'Insigne e reale ordine di San Gennaro
- Gran Cordone Ordine reale delle Due Sicilie da Gioacchino Murat
- Gran Croce di Ferro da Napoleone Bonaparte
- Gentiluomo di Camera con esercizio di Francesco I di Borbone
- Gran Croce del Reale ordine di Francesco I